# Philip J. Noel-Baker
Philip John Noel-Baker, Baron Noel-Baker (født 1. november 1889 i London, død 8. oktober 1982 smst.) var en britisk politiker, diplomat, professor og atlet, der i 1959 modtog Nobels fredspris. 
Han blev født Philip Baker, men ændrede sit navn til Noel-Baker efter sin hustru, Irene Noel, som han blev gift med i 1915. 
Efter 1. verdenskrig var han med i oprettelsen af Folkeforbundet som assistent for Lord Robert Cecil, der igen var assistent for Eric Drummond, Folkeforbundets første generalsekretær. Han var også professor i international ret ved University of London fra 1924 til 1929 og lektor ved Yale University fra 1933 til 1934.
Den politiske karriere begyndte i 1924, da han stillede op til Det britiske parlament for Labour. Det lykkedes ham først at blive indvalgt fem år senere, i 1929, og han røg ud allerede efter to år, men i 1936 blev han valgt på ny og sad i parlamentet uafbrudt til 1970.
Philip Noel-Baker var bestyrelsesformand for Labour (formand for den årlige kongres) i 1946-1947.
Han blev tildelt Nobels fredspris i 1959 for hans livslange arbejde for international fred og samarbejde.

## Atletik
Philip Noel-Baker, der dengang blot hed Baker, deltog som mellemdistanceløber for Storbritannien i Sommer-OL 1912 i Stockholm. Ved Sommer-OL i Antwerpen 1920 vandt han en sølvmedalje på 1500 meter. 